# Long Beach (New York)
Pour les articles homonymes, voir Long Beach.
Long Beach est une ville de l'Est des États-Unis située sur une île  au sud de Long Island, sur la côte Atlantique, avec environ 30 000 habitants en hiver et 50 000 habitants en été.